# Heinrich I. (Mecklenburg)
Fürst Heinrich I., Herr zu Mecklenburg, genannt der Pilger (* um 1230; † 2. Januar 1302) war von 1264 bis 1275 und von 1299 bis 1302 Regent der Herrschaft Mecklenburg.

## Herkunft und Familie
Er war ältester Sohn des Fürsten Johann I. Am Anfang regierte er zusammen mit seinem Bruder Albrecht I. Dieser starb aber bereits 1265. Um 1259 heiratete er Anastasia (* ca. 1245; † 15. März 1317), Tochter des Herzogs Barnim I. von Pommern.

## Leben
1266 unterstellte er sich die Juden in Wismar gegen ein Schutzgeld als Kammerknechte. Im gleichen Jahr stiftete er den Wein für 20 Kirchen des Landes Ilow, die fortan aus den Beständen des Ratskellers in Wismar Messwein und Oblaten erhielten. Für viele Kirchen der Region ist das ihre erste urkundliche Erwähnung.
1270 unternahm er einen Kreuzzug gegen die noch nicht christianisierten Litauer und 1271 eine Pilgerfahrt ins Heilige Land. Auf dem Weg dorthin wurde er jedoch nach Kairo verschleppt und blieb 27 Jahre in arabischer Gefangenschaft. Während dieser Zeit wurde die Herrschaft, nach Streitigkeiten zwischen seinen Brüdern und Vettern um die Vormundschaft seiner Kinder und damit um die Regentschaft, von seinen Brüdern Nikolaus III. (bis 1290) und Johann II. (bis 1283) regiert, bis Heinrich II. die Macht übernahm. 1298 kehrte Heinrich I. über Morea und Rom nach Mecklenburg zurück. Der Lübecker Ratssekretär Alexander Huno berichtete darüber. Kurz vor seinem Tod übernahm er, wahrscheinlich nicht mehr aktiv, von 1299 bis 1302 die Regierungsverantwortung. Heinrich I. wurde in der Fürstengruft des Doberaner Münsters beerdigt.

## Kinder
- Liutgard (* um 1260; † 1283), lebte ab 1271 am Hof ihres Großvaters Herzog Barnim I. von Pommern und heiratete 1273 in Stettin Herzog Przemysł II. von Großpolen[3]
- Heinrich II., genannt der Löwe (* 1267; † 1329)
- Johann III. (* 1270; † 1289)